# 阿姆加河
阿姆加河是俄羅斯的河流，位於薩哈共和國境內，是阿爾丹河最大的支流，河道全長1,462公里，流域面積69,300平方公里，河道在每年10月初至5月被冰封。
62°37′41″N 134°55′11″E / 62.62806°N 134.91972°E